# 祝树民
祝树民（1960年—），男，汉族，中华人民共和国政治人物，曾任中国农业发展银行副董事长、行长、党委副书记，中国银行业监督管理委员会副主席，中国银行保险监督管理委员会副主席。